# Ingeburg Schwerzmann
Ingeburg Schwerzmann, född den 2 juni 1967 i Münster i Tyskland, är en västtysk och därefter tysk roddare.
Hon tog OS-silver i tvåa utan styrman i samband med de olympiska roddtävlingarna 1992 i Barcelona.